# 1952 год в авиации
Список событий в авиации в 1952 году.

## События
- 18 апреля — первый полёт американского опытного реактивного стратегического бомбардировщика Convair YB-60.
- 27 апреля — первый полёт дальнего реактивного бомбардировщика Ту-16 (командир Н. С. Рыбко).[1]
- 19 июня — первый полёт двухместного истребителя-перехватчика Як-25.
- 3 июня — первый полёт вертолёта Ми-4.
- 3 июля — первый полёт вертолёта Як-24.[2]
- 5 октября — первый полёт самолёта 150, опытного реактивного бомбардировщика конструкции С. М. Алексеева (полёт выполнил Я. И. Верников). Это был первый построенный советский самолёт с двигателями установленными на пилонах[3].
- 3 ноября — первый полёт шведского истребителя и штурмовика Saab 32 Lansen
- 12 ноября — первый полёт стратегического бомбардировщика Ту-95.[4]
- 4 декабря — первый полёт американского палубного противолодочного самолёта Грумман S-2 «Трекер».
- 24 декабря — первый полёт британского реактивного стратегического бомбардировщика Handley Page Victor

## Персоны

### Родились
- 16 апреля — Квочур, Анатолий Николаевич, Герой Российской Федерации, Заслуженный лётчик-испытатель СССР, майор.

### Скончались
- ноябрь — Неман, Иосиф Григорьевич, советский учёный и конструктор в области авиационной техники, профессор (1938). Участник Гражданской войны.